# Knox (Musiker)

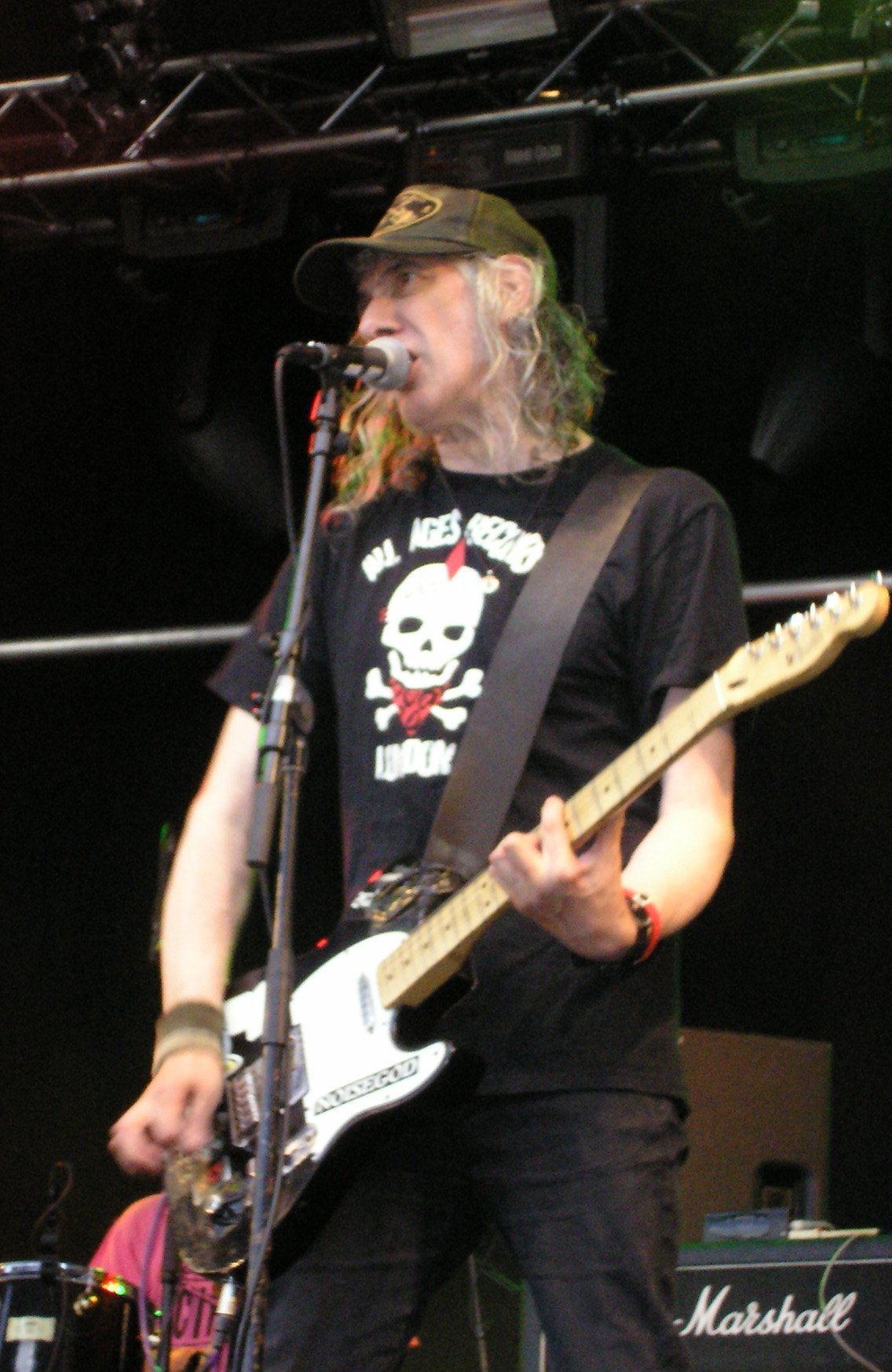
Knox mit The Vibrators auf dem Augustibuller-Festival 2007

Knox (* 4. September 1945 in London als Ian Milroy Carnochan) ist ein britischer Musiker, Songwriter, Sänger und Gründungsmitglied der Punk-Band The Vibrators.

## Leben
Knox wuchs in Cricklewood im Norden Londons und in Watford auf. Dort spielte er in Schülerbands Gitarre und gab dies zeitweise auf, als er in Watford die Kunstakademie besuchte und sich der Malerei widmete. 1974 begann er wieder, Musik zu machen und gründete im Februar 1976 mit The Vibrators eine der ersten Punk-Bands. 
1978 war The Vibrators von ständigen Besetzungswechseln und Auflösungstendenzen geprägt, in deren Verlauf Knox ausstieg und Ende des Jahres seine Sololaufbahn startete. Zwischen 1980 und 1983 veröffentlichte er zwei Singles und ein Studioalbum. Bereits 1982 kam es zu einer Reunion von The Vibrators in Originalbesetzung mit Knox als Sänger und Gitarrist. Seitdem war Knox immer wieder mit der Band auf teilweise ausgedehnten Europa- und US-Tourneen. Im Jahr 2010 kamen sie noch auf 130 Auftritte, bevor sich Knox 2011 erneut von The Vibrators trennte.
1983 gründete Knox zusammen mit Sänger Charlie Harper und Bassist Alvin Gibbs (beide von UK Subs) sowie dem Schlagzeuger Matthew Best (später bei Psychic TV) die Band Urban Dogs, die unter anderem das gleichnamige Album herausbrachte. Bis 1986 war Knox neben seinem Engagement in anderen Bands auch mit Urban Dogs rege tätig. Anschließend ruhte das Projekt, wurde jedoch in den 1990er Jahren von ihm und Harper mehrfach für vereinzelte Auftritte und Einspielungen reaktiviert.
1984 formierte Knox und einige ehemalige Mitglieder von Hanoi Rocks mit Fallen Angels eine weitere Band, mit der er in den folgenden vier Jahren drei Alben veröffentlichte.
1991 wirkte Knox als Gastmusiker bei der Produktion von Learning English Lesson One mit, einem Studioalbum der deutschen Rock-Band Die Toten Hosen in Zusammenarbeit mit Künstlern, deren Stücke auf dem Album nachgespielt wurden.
Neben der Musik ist Knox auch als Maler und Schriftsteller künstlerisch tätig. Seine Malerei ist sowohl von klassischen wie zeitgenössischen Künstlern geprägt. Als Vorbilder gibt er unter anderem Salvador Dalí und Andy Warhol an. Knox porträtierte zahlreiche Punk-Musiker, etwa Joe Strummer, Joey Ramone oder Sid Vicious. Als Literat ist er neben seiner Arbeit als Songwriter oder Texter diverser Bands und Musiker hauptsächlich als Science-Fiction-Autor tätig. Als Inspirationsquellen für seine Arbeiten in diesem Bereich nennt er die Werke von Ray Bradbury, Larry Niven, Isaac Asimov und Stephen King.

## Diskografie
- 1980: Gigolo Aunt (Single)
- 1981: She's So Goodlooking (Single)
- 1983: Plutonium Express